# Prodontria montis
Prodontria montis är en skalbaggsart som beskrevs av Emerson 1997. Prodontria montis ingår i släktet Prodontria och familjen Melolonthidae. Inga underarter finns listade i Catalogue of Life.